# Dolgoproudnenskaïa
La Dolgoproudnenskaïa (en russe : долгопрудненская) est une organisation criminelle russe de la région de Moscou. Elle tire son nom d'une cité située 20 km au nord de Moscou : Dolgoproudny (Долгопру́дный). Elle fut fondée en 1988 et Interpol la considère, avec la Solntsevskaïa et Izmaïlovskaïa,  comme l'une des organisations criminelles russe les plus influentes et les plus puissantes du pays.
Le groupe était composé de sportifs de haut niveau (de préférence dans les arts martiaux) mais aussi de policiers hors circuit.
L'organisation a toujours contrôlé le nord de Moscou mais on la trouve aussi bien implantée à Saint-Pétersbourg et à l'étranger (Autriche, Hongrie, Hong Kong, Allemagne et Pologne).
Elle est contrôlée par une « triarchie » de parrains, Savoski, Rostika et Patchika Tsiroulia et excellent dans le racket, la protection, le contrôle des casinos, les trafics liés au vol de voitures et le crime au logement, notamment en obligeant sous la menace, les propriétaires à vendre à moindre prix. Elle a su développer des alliances avec d'autres organisations criminelles telles que l'Ivanskaya et la Pouchkinskaïa ce qui explique sa longévité.

## Sources
- Arnaud Kalika, Russie, le Crime organisé, évolution et perspectives, Note MCC d'Alerte, Département de recherche sur les menaces criminelles contemporaines, Institut de criminologie de Paris-Université, Paris II, Panthéon-ASSAS, 5 octobre 2005.